# 蓼科高原バラクライングリッシュガーデン
蓼科高原バラクライングリッシュガーデン（たてしなこうげん バラクラ イングリッシュガーデン）は長野県茅野市北山の蓼科高原に所在する、1990年開園の日本初の本格的英国式庭園。オーナーは英国園芸の第一人者であるケイ山田。バラ園と勘違いされることが多いが、四季を通じて花が咲きかわるよう自然にデザインされたイングリッシュガーデンである。略称は「バラ色の暮し」を略して「バラクラ」である。

## 概要

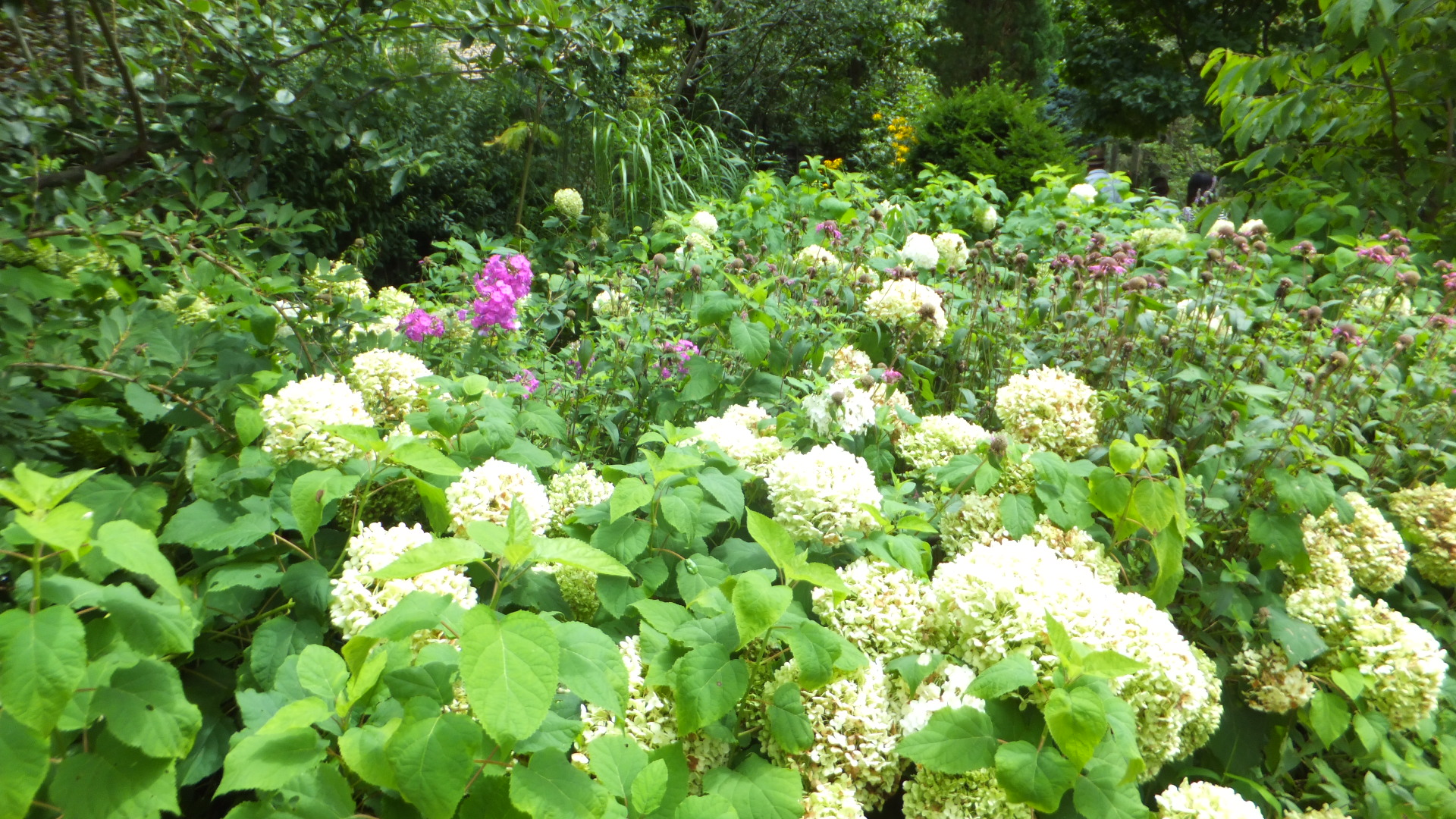
庭園内に咲いている花

- 光和創芸株式会社が経営する、1990年に開園したイギリス式の庭園である。それまではイギリス式庭園が日本には認識されておらず、庭園に認識を目的とするために設計から石工・植栽・ガーデナーなど庭園の全てを英国人専門家に監修してもらい、造られた。造られた結果、イギリス国内で発行されている書物とイギリス国内でのテレビ放送局からの取材実績がある[1][2]。

### 特徴
- イベント開催や庭園の状況などにより入園料が変更になる。また、イベント時の割引クーポンや、前売り券もWebから購入出来る[1]。
- バラクラ友の会 - 会員料を払えば、一年間何度でも入園可能である（「レギュラカード」はイベント時以外）。また、各カードに入会特典がある[1]。
- テーマガーデン『不思議の国のアリスの庭』があり､英国人アーティストによるアリスワールドのオブジェや造形物が施され、不思議の国を再現している[3]。

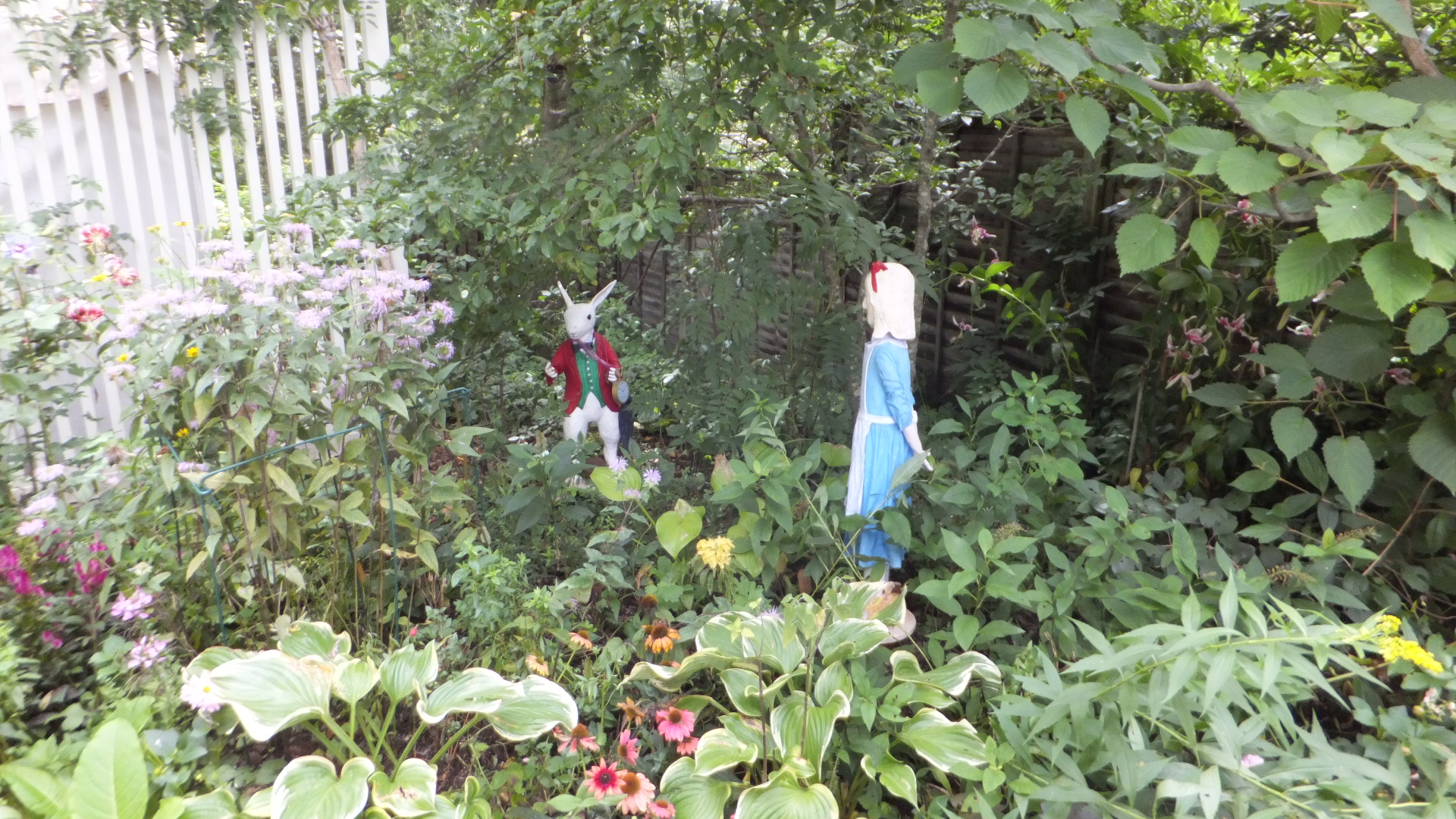
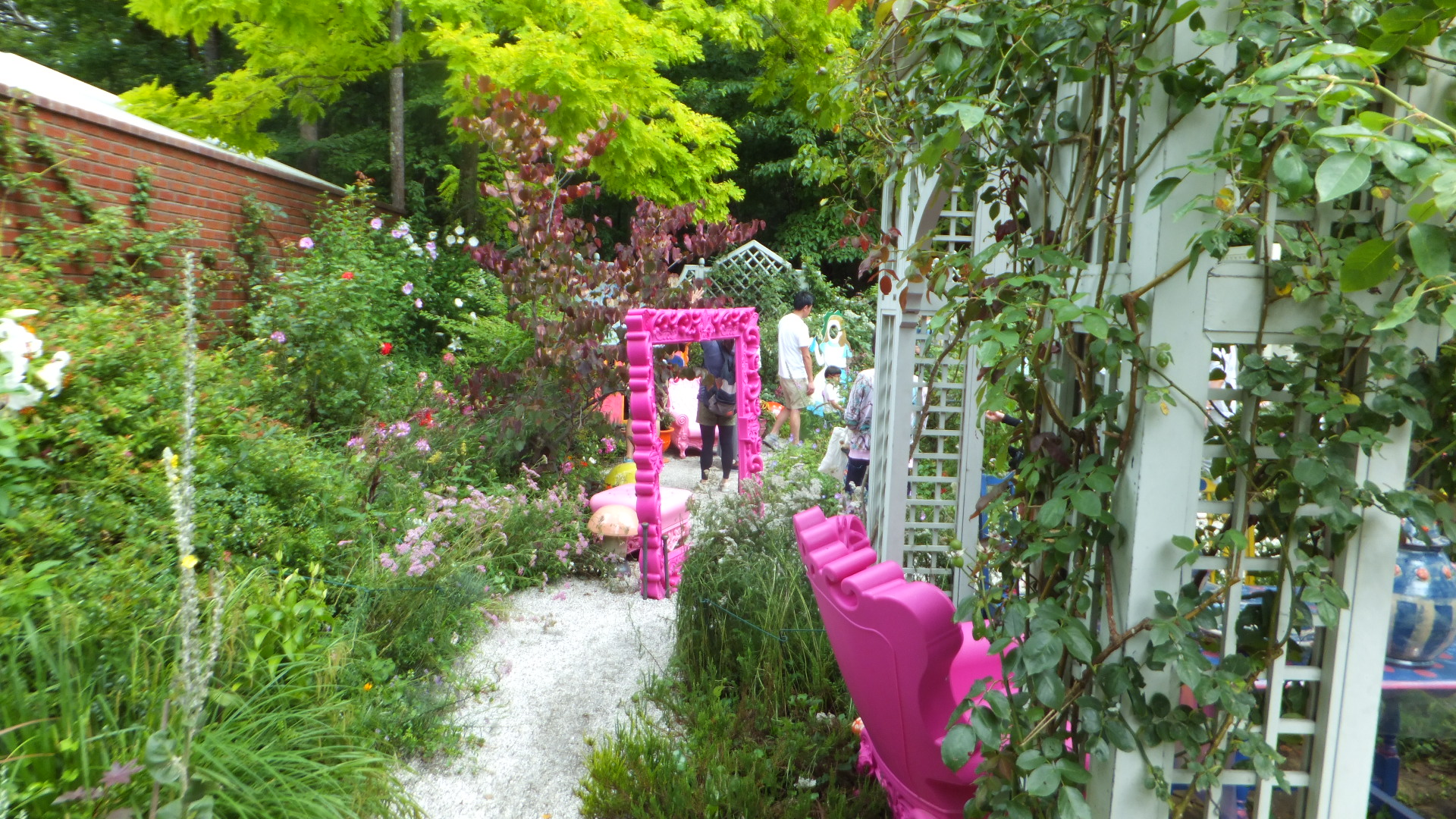
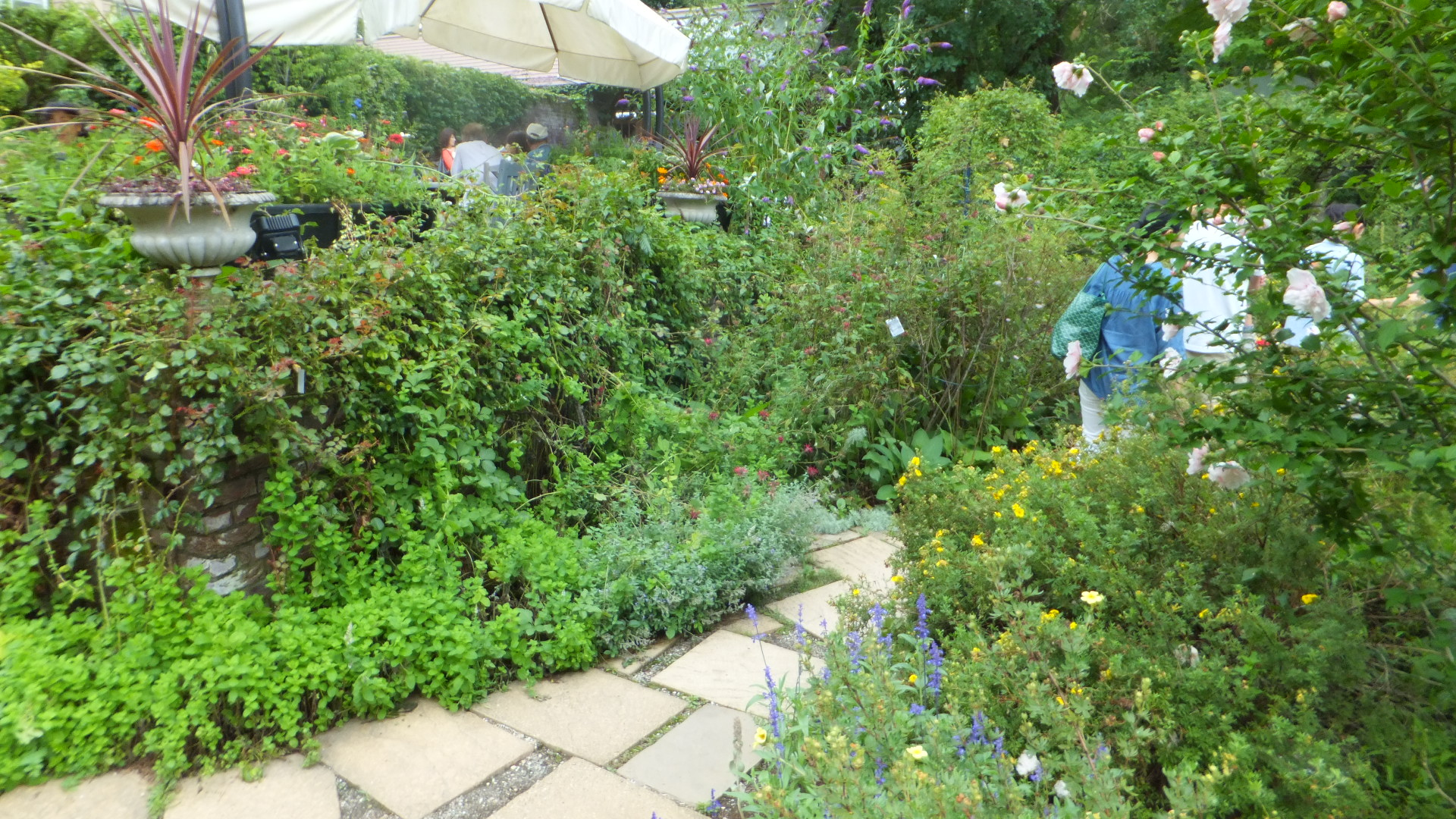

- 園内のカフェレストランでは、アフタヌーンティーやフィッシュ&チップス、スコーンなど英国のカントリーランチを食べることができる。ガーデンを眺めながら食事できる席も。
- 売店ではイギリスから輸入された小物製品などを購入することが可能である[2]。
- 各ショップ、カフェのみのご利用も可能（入園料無料）。

## 歴史
- 1990年（平成2年）- 開園[1]。
- 2024年5月21日、ケイ山田が監修・指導してきた見附市の「みつけイングリッシュガーデン」がイギリスの王立園芸協会のブリテン・イン・ブルームで英国外で初めて「ゴールドコミュニティ賞」を受賞。チェルシー・フラワー・ショーの「ブリテンインブルーム60周年記念ガーデン」会場で授賞式が行われ、見附市と市民ボランティア団体「ナチュラルガーデンクラブ」とケイ山田[4]の三者が授与された[5]。

## 庭園内に咲いている花
以下の花が特徴であり、他にはハーブ・草木が咲いている。
- バラ（オールドローズ（英語版）） - 当庭園の特徴ある花であり、他の植物との組み合わせの魅力を伝えている[1]。
- ユリ（フリチテリア）。